# Ostrog
Ostrog je naselje v Občini Šentjernej. Ime naselja izhaja iz staroslovenske besede Ostrog ali Cizelj, kar pomeni lesena utrdba. Lokacija nekdanje srednjeveške utrdbe je SV od naselja.